# 697 Galilea
697 Galilea este un asteroid din centura principală, descoperit pe 14 februarie 1910, de Joseph Helffrich.